# سيرجيو موتا
سيرجيو موتا (بالبرتغالية: Sérgio Mota‏) (16 نوفمبر 1989 في البرازيل - ) هو لاعب كرة قدم برازيلي في مركز الوسط. شارك مع منتخب البرازيل تحت 20 سنة لكرة القدم. أما مع النوادي، فقد لعب مع بوتافوغو ريغاتاس وسانتو أندريه ونادي ساو باولو ونادي سيارا ونادي إيكاسا وLuverdense Esporte Clube ‏ وتاكوما ديفنس ونادي بوتافوغو اس بي ونادي أمريكا ونادي بينابولينيزي وToledo Esporte Clube ‏.

## وصلات خارجية
- سيرجيو موتا على موقع قاعدة بيانات كرة القدم.إي يو (الإنجليزية)
- سيرجيو موتا على موقع Soccerway.com (الإنجليزية)